# Blas Galindo
Blas Galindo Dimas (ur. 3 lutego 1910 w San Gabriel w stanie Jalisco, zm. 19 kwietnia 1993 w Meksyku) – meksykański kompozytor.

## Życiorys
Pochodził z rodziny o indiańskich korzeniach. W wieku 7 lat rozpoczął naukę muzyki u Antonio Velasco. W latach 1931–1944 kształcił się w Conservatorio Nacional de Música w Meksyku u José Rolóna (harmonia, kontrapunkt, fuga), Candelario Huizara (analiza muzyczna i orkiestracja), Carlosa Cháveza (kompozycja) oraz Manuela Rodrígueza Vizcarry (fortepian). Studia ukończył z wyróżnieniem. W sezonie 1941–1942 uczestniczył ponadto w letnich kursach w Berkshire Music Center w Tanglewood u Aarona Coplanda. Wspólnie z Salvadorem Contrerasem, José Pablo Moncayo i Danielem Ayalą Pérezem tworzył istniejącą w latach 1935–1940 Grupo de los Cuatro, działającą na rzecz promocji nowej muzyki.
W 1944 roku został wykładowcą Conservatorio Nacional de Música, w latach 1947–1961 był rektorem tej uczelni. Od 1960 do 1965 roku był dyrektorem artystycznym orkiestry symfonicznej Instituto Mexicano de Seguro Social. W 1949 roku odbył podróż do Europy, został wówczas członkiem jury IV Międzynarodowego Konkursu Pianistycznego im. Fryderyka Chopina. Był członkiem założycielem Academia Nacional de Bellas Artes. Laureat Premio Nacional de Arte (1964).

## Twórczość
Muzyka Galindo cechuje się witalizmem, nieskomplikowaną polifonią i niekiedy dysonansową harmoniką. W swojej twórczości kompozytor czerpał z meksykańskiego fokloru muzycznego, do niektórych utworów wprowadzając tradycyjne instrumenty indiańskie. W kompozycjach wokalno-instrumentalnych i baletach sięgał do tematyki historycznej i legend indiańskich.

## Wybrane kompozycje
(na podstawie materiałów źródłowych)

### Utwory orkiestrowe
- Obra para orquestra mexicana (1938)
- Sones de mariachi (1940)
- 2 koncerty fortepianowe (I 1942, II 1961)
- Nocturno (1945)
- Arrullo na orkiestrę smyczkową (1945)
- Don Quijote (1947)
- suita Homenaje a Cervantes (1947)
- Astucia (1948)
- Poema de Neruda na orkiestrę smyczkową (1948)
- Pequeñas variaciones (1951)
- 3 symfonie (I 1952, II 1957, III 1961)
- Obertura mexicana (I 1953, II 1981, III 1982)
- 2 koncerty fletowe (I 1960, II 1979)
- 4 Pieces (1961)
- Edipo Rey (1961)
- Koncert skrzypcowy (1962)
- 3 Pieces na klarnet i orkiestrę (1962)
- Uwertura na organy i orkiestrę smyczkową (1963)
- 3 Pieces na róg i orkiestrę (1963)
- Concertino na gitarę elektryczną i orkiestrę (1973)
- Tríptico na orkiestrę smyczkową (1974)
- Homenaje a Juan Rulfo (1980)
- Koncert wiolonczelowy (1984)
- Suita na orkiestrę kameralną (1985)
- Koncert na gitarę i orkiestrę symfoniczną (1988)
- Homenaje a Rodolfo Halffter (1989)

### Utwory kameralne
- Suita na skrzypce i wiolonczelę (1933)
- Kwartet na 4 wiolonczele (1936)
- Bosquejos na obój, klarnet, róg i fagot (1937)
- Dos preludios na obój, rożek angielski i fortepian (1938)
- Sexteto de alientos na flet, klarnet, fagot, róg, trąbkę i puzon (1941)
- Sonata skrzypcowa (1945)
- Sonata wiolonczelowa (1948)
- Suita na skrzypce i fortepian (1957)
- Kwintet na instrumenty smyczkowe i fortepian (1957)
- Tres sonsonetes na kwintet dęty i taśmę (1967)
- Kwartet na instrumenty smyczkowe (1970)
- Titoco-tico na ludowe instrumenty perkusyjne (1971)
- Invenciones na kwintet dęty blaszany (1977)
- 3 Pieces na perkusję (1980)
- Sonata na wiolonczelę solo (1981)
- Kwintet dęty (1982)
- Duo na skrzypce i wiolonczelę (1984)

### Utwory fortepianowe
- Sonata (1976)

### Utwory wokalno-instrumentalne
- Primavera na chór dziecięcy i orkiestrę lub fortepian (1944)
- Arrullo na głosy i orkiestrę (1945)
- A la patria na chór i orkiestrę (1946)
- Homenaje a Juárez na sopran, tenora, bas, recytatora, chór i orkiestrę (1957)
- A la independencia na sopran, alt, tenora, bas, chór i orkiestrę smyczkową (1960)
- Tríptico Teotihuacán na sopran, baryton, chór, orkiestrę i instrumenty ludowe (1964)
- Letania erótica para La Paz na recytatora, alt, tenora, bas, chór, organy i orkiestrę (1965)
- Homenaje a Ruben Darío na recytatora i orkiestrę smyczkową (1966)
- Homenaje a Rufino Tamayo na tenora i orkiestrę (1987)
- Popocatépetl na sopran, tenora i orkiestrę (1990)

### Balety
- Entre sombras anda el fuego (1940)
- Danza de las fuerzas nuevas (1940)
- El zânate (1947)
- La manda (1951)
- El sueño y la presencia (1951)
- La hija del Yori (1952)
- El maleficio (1954)